# Qu Yuan

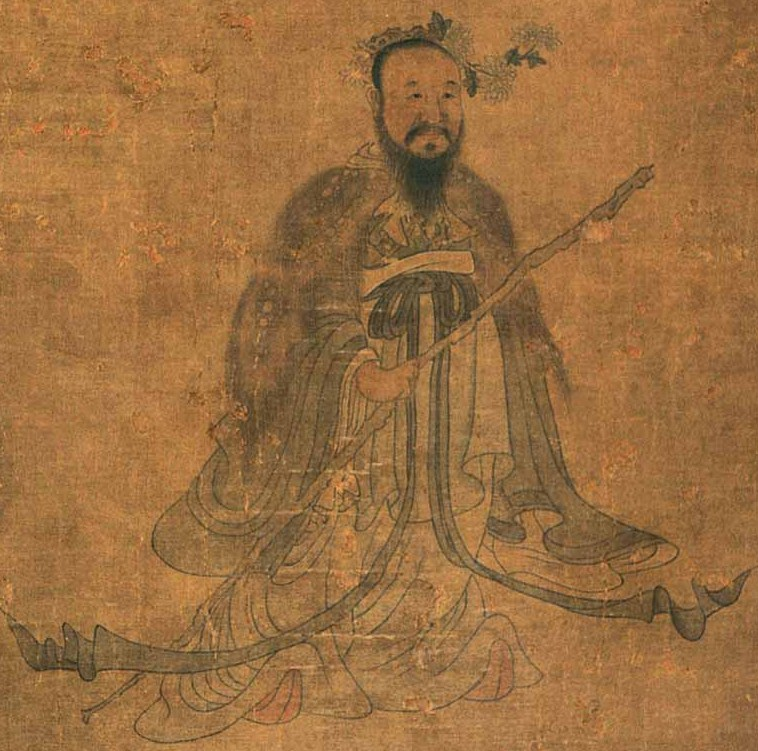
Pintura de Qu Yuan

Qu Yuan (chinês: 屈原, pinyin: Qū Yuán, Wade-Giles: Ch'ü Yüan, c. 340 a.C. - 278 a.C.) foi um poeta chinês do sul do Estado de Chu durante o Período dos Reinos Combatentes. A sua obra está principalmente compilada numa antologia poética denominada Elegias de Chu. Foi o primeiro poeta chinês importante na história da literatura do país.

## Biografia
Nascido numa família de linhagem nobre, contou com a confiança do rei de Chu nos primeiros anos da sua carreira e ocupou o cargo de ministro e depois o de "zoutu" (vice-primeiro-ministro). Contudo, as suas ideias políticas, a sua capacidade e o seu empenho numa rigorosa aplicação das leis chocaram com as forças conservadoras da nobreza. Devido às intrigas destas, Qu Yuan caiu em desgraça do rei e mais tarde foi desterrado duas vezes para longínquas terras selvagens, onde escreveu a maioria das suas obras. Em 278 a.C., vendo que o reino ia ser conquistado por tropas de Qin e ele não podia fazer nada para o impedir, caiu em profundo desespero e suicidou-se atirando-se ao rio Miluo, na atual província de Hunan. Diz a lenda que, ao saber da noticia, o povo reuniu-se em barcas no rio tocando gongos e tambores para espantar os peixes e lançou zongzi à agua para que estes, fartos de comida, não tocassem no corpo do poeta. Assim foi a origem de uma festa tradicional chinesa, o Festival do barco dragão, ou Festa de Duan Wu (端午节/端午節), que se celebra todos os anos por volta do dia 5 de maio, segundo o calendário lunar.